# Orchis penzigiana
Orchis penzigiana är en orkidéart som beskrevs av Aimée Antoinette Camus. Orchis penzigiana ingår i släktet nycklar, och familjen orkidéer. Inga underarter finns listade i Catalogue of Life.